# Jules Beaujoint
Œuvres principales
L'Auberge sanglante de Peirebeilhe
Jules Beaujoint, né le 12 juillet 1830 à Grandpré (Ardennes) et mort le 22 décembre 1892 dans le 14e arrondissement de Paris, est un journaliste et romancier populaire français. Il utilise quelquefois le pseudonyme de Jules de Grandpré.

## Biographie
Né en 1830 à Grandpré en Ardennes,,,, il fait ses études dans les Ardennes avant de les poursuivre à Reims et Paris. Son père envisage pour lui une carrière d'avocat, mais dans la capitale, le jeune homme fréquente avec plus d'assiduité les cercles politiques et littéraires des cafés et de La Closerie des Lilas que les bancs de l'École de droit.
Compromis dans le coup d'État du 2 décembre 1851 dans les factions opposées au Second Empire, il s'exile en Belgique pendant trois ans, où il fonde et rédige les articles d'un journal socialiste à Bruxelles. Certains de ces écrits, notamment des révélations sur le bagne de Cayenne, sont censurés et le font bannir du pays par ordonnance royale.
Son père, ulcéré par les activités politiques de son fils, lui coupe les vivres. Jules Beaujoint se rend alors à Liège, auprès d'Auguste Blanqui, est arrêté et condamné pour rupture de ban. Cette arrestation lui permet néanmoins de ne pas mourir de faim. Son incarcération ayant fait l'objet d'une vive opposition des démocrates belges, il est finalement libéré et rentre, en dépit des risques, à Paris. Il se cantonne dès lors dans l'écriture et la publication d'ouvrages historiques souvent romancés et de récits policiers, parfois issus de faits divers et prétextes à des descriptions de crimes sanglants et crapuleux, dont le peuple raffole.
Son roman, Les Nuits de Paul Niquet, lui vaut d'être condamné pour diffamation, condamnation annulée en appel. Son roman le plus populaire, L'Auberge sanglante de Peirebeilhe (1888), est tiré à 200 000 exemplaires de son vivant et était encore édité en 1960.
Jules Beaujoint meurt en décembre 1892 à Paris,. Il est inhumé dans le cimetière parisien de Bagneux (78e division).

## Œuvres

### Romans et ouvrages historiques
- Mme Lafarge (1863)

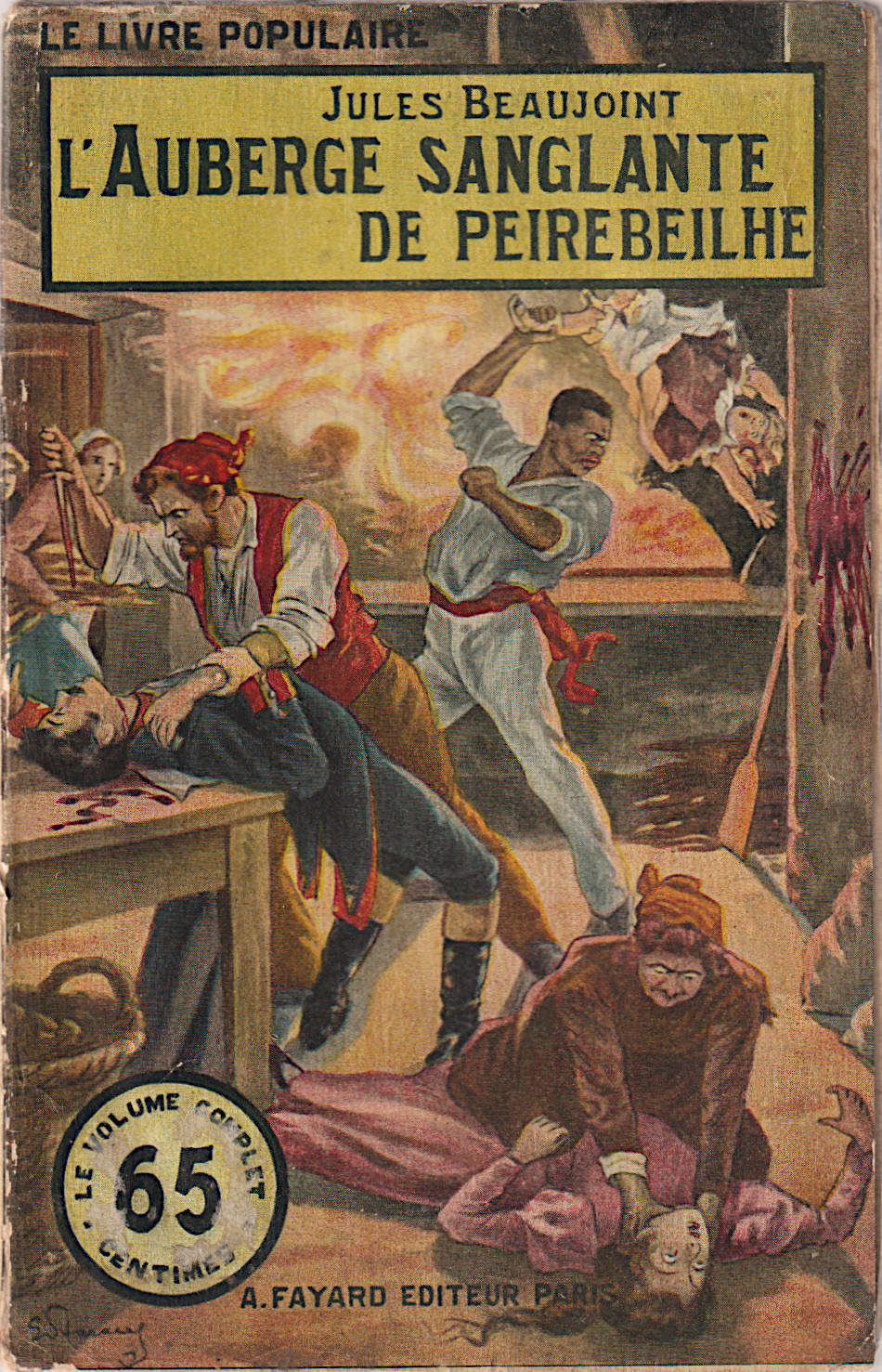
Illustration de Gino Starace pour une réédition du roman de Jules Beaujoint, L'Auberge sanglante de Peirebeilhe, Fayard, collection « Le Livre populaire », no 47, mars 1909.

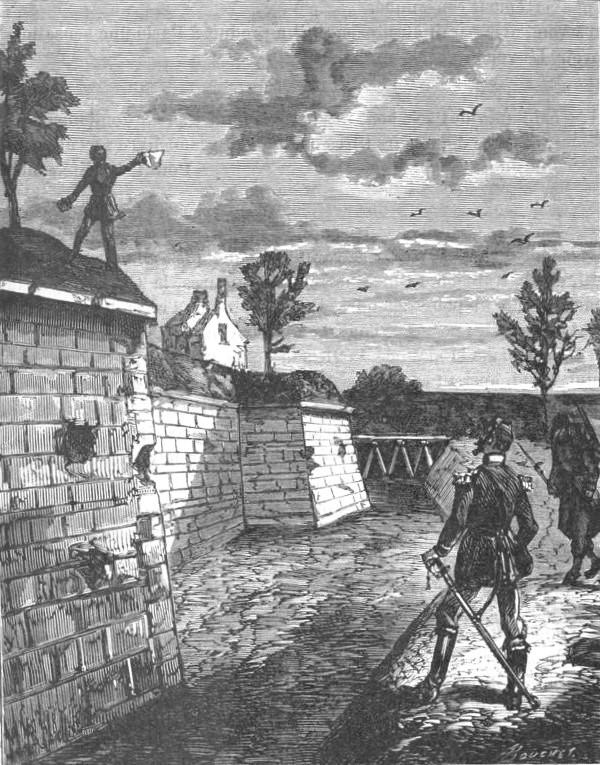
Les soldats Ducatel et Treve sur la porte de st-CLoud in : Histoire du Palais-Royal.

- Rendez-vous de chasse et d'amour. Paris, A. de Vresse, 1866, 284 pages.
- Les Nuits de Paul Niquet (1867) (voir Paul Niquet)
- Mémoires d'un agent de police, drames, mystères, révélations (1868)
- Les Enfants du Père Duchène, roman historique (1871)
- Mémoires secrets de la marquise de Pompadour, recueillis et mis en ordre par Jules Beaujoint (1873)
- Les Reines galantes, avec A.-M. Dumonteil (1873)
- Mémoires d'un geôlier de la Bastille (1874)
- Les Oubliettes du Grand Châtelet (1874)
- La Femme coupée en morceaux (1877), en collaboration avec Louis Noir
- Le Magicien moderne, récréations amusantes de physique et de chimie (1878)
- L'Alcôve des reines (1879)
- Histoire des Tuileries depuis leur origine jusqu'à nos jours. Drames politiques. Vie privée des souverains. Débauches secrètes. Crimes mystérieux. Révélations (1881)
- Histoire du Palais-Royal et de ses Galeries. Politique et mœurs des Princes (1881)
- Histoire de l'Hôtel-de-Ville de Paris. Grandeurs et misères du peuple depuis Étienne Marcel (1356) jusqu'à la Commune de 1871 (1882)
- Mystères du Palais de l'Élysée : histoire complète jusqu'à nos jours (1887)
- Les Auberges sanglantes : L'Auberge sanglante de Peirebeilhe, L'Auberge des Trois Rois (1888)
- La Malle sanglante, assassinat de l'huissier Gouffé, affaire Eyraud et Gabrielle Bompard (1890)
- Les Quatre Sergents de La Rochelle (4 volumes, 1890-1892)
- Les Grands Duels historiques (1892)

### Sous le pseudonyme de Jules de Grandpré
- L'Art de prédire l'avenir. Divination par les songes. Les Pressentiments (1878)
- Cartouche, roi des voleurs, crimes et scènes de mœurs sous la Régence, aventures et exploits de sa bande (1883)
- Le Capitaine Mandrin (1885)